# Петергоф (музей-заповедник)
«Петерго́ф» — федеральное государственное бюджетное учреждение культуры «Государственный музей-заповедник „Петергоф“». Включает в себя достопримечательности южного побережья Финского залива.

## Описание
Изначально ГМЗ «Петергоф» создавался для работы с дворцово-парковым ансамблем «Петергоф». Впоследствии в течение XX века под управление ГМЗ были переданы дворцово-парковый ансамбль «Александрия» и Колонистский парк в Петергофе, Дворец Петра I и Константиновский дворец в Стрельне и музеи: «Императорские яхты», семьи Бенуа и велосипедов. В 2007 году после ликвидации ГМЗ «Ораниенбаум» дворцово-парковый ансамбль «Ораниенбаум» в Ломоносове также был передан ГМЗ «Петергоф».
Ежегодно ГМЗ «Петергоф» посещают от 4 до 6 миллионов человек.

## История
- 19 мая 1918 года — для управления дворцово-парковым ансамблем «Петергоф» правительством Советской России создан музей-заповедник «Петергоф»[4].
- сентябрь 1941 — январь 1944 — Петергоф оккупирован немецкими войсками, дворцы взорваны или сожжены, статуи вывезены, деревья уничтожены, фонтаны выведены из строя, музеи разграблены[5]
- 1944 — сентябрь 1947 — проведены основные работы по реставрации дворцово-паркового ансамбля «Петергоф»
- 1999 — Дворец Петра I открыт для посетителей после реставрации[6]
- 2003 год — после реставрации открыт Константиновский дворец[6]
- 2007 год — в состав ГМЗ «Петергоф» включён ГМЗ «Ораниенбаум»[2]
- 12 июня 2008 года были объявлены победители конкурса «Семь чудес России», среди которых оказался и дворцово-парковый ансамбль «Петергоф»[7][8]

## Дирекция
- Дирекция ГМЗ «Петергоф» расположена в Петергофе по адресу Разводная улица.
- Генеральный директор: Ковриков Роман Валерьевич (с 29.12.2023[9])
- Подчинён музей-заповедник непосредственно Министерству культуры Российской Федерации[10].